# Monique Rabin

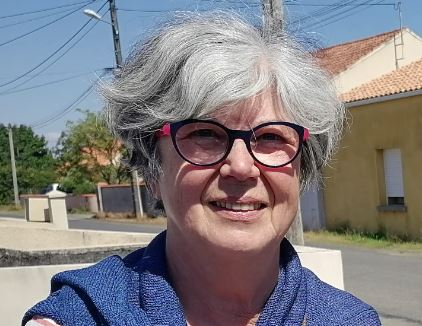
Monique Rabin, 2021

Monique Rabin (* 2. Juli 1954 in Laval) ist eine französische Politikerin. Sie ist seit 2012 Abgeordnete der Nationalversammlung.
Rabin schloss ihr Studium mit einem DEUG in alter Literatur und einem Master  in öffentlichem Recht ab. Den Einstieg in die Politik erreichte sie durch Edmond Hervé, dessen parlamentarische Assistentin sie 13 Jahre lang war. 1998 trat sie selbst der Parti socialiste bei, der auch Hervé angehörte. Nach einer erfolgreichen Kandidatur im Jahr 2001 wurde sie 2008 zur Bürgermeisterin der Gemeinde Saint-Philbert-de-Grand-Lieu gewählt. Neben zwei erfolglosen Kandidaturen bei den Parlamentswahlen 2002 und 2007 gelang ihr 2004 der Einzug in den Regionalrat der Region Pays de la Loire ein. 2010 wurde sie zur zweiten Vizepräsidentin des Gremiums gewählt. Bei den Parlamentswahlen 2012 kandidierte sie im neunten Wahlkreis des Départements Loire-Atlantique und konnte sich gegen Philippe Boënnec durchsetzen, an dem sie 2007 gescheitert war.